# Катран зеленоокий
Катран зеленоокий (Squalus chloroculus) — акула з роду Катран родини Катранові.

## Опис
Загальна довжина досягає 85,6 см. Самці трохи більше за самиць. Голова середнього розміру. Морда широка, трикутна. Очі відносно великі. Рот зігнутий. Зуби майже однакові на обох щелепах. У неї 5 зябрових щілин. Тулуб помірно щільний. Його висота сягає 10,4-13,8% довжини тіла. Грудні плавці широкі, мають слабко вгнутий задній край. Має 2 спинних плавця з шипами. Передній більше за задній. Задні краї спинних плавців вгнуті. Осьовий скелет налічує 111–115 хребців. Хвостовий плавець має розвинену верхню лопать. Анальний плавець відсутній.
Забарвлення сіре або сіро-коричневе. Очі зеленуватого кольору. На хвостовому плавці присутня бліда пляма у середній частині верхньої лопаті.

## Спосіб життя
Тримається на глибинах від 200 до 1360 м. Часто зустрічається у прибережних водах. Живиться дрібною костистою рибою, ракоподібними, донними безхребетними.
Статева зрілість у самців настає при розмірі 68,5 см. Це яйцеживородна акула. Вагітність довготривала, тому репродуктивність низька.

## Розповсюдження
Мешкає в акваторії південної Австралії (біля штату Новий Південний Уельс), у Великій Австралійській затоці.